# Costifrons kolleri
Costifrons kolleri là một loài tò vò trong họ Ichneumonidae.